# Georges-Albert de Brandebourg-Culmbach
Georges-Albert de Brandebourg-Culmbach, (en allemand Georg Albrecht von Brandenburg-Kulmbach), né le 20 mars 1619 à Bayreuth, décédé le 27 septembre 1666 à Ansbach.

## Biographie
Dernier fils survivant du margrave Christian de Brandebourg-Bayreuth et de Marie de Prusse (1579-1649), Georges-Albert de Brandebourg-Culmbach fut le fondateur de la lignée de Brandebourg-Culmbach-Bayreuth, lignée issue de la branche cadette de Brandebourg de la Maison de Hohenzollern de Franconie.
Erdmann-Auguste de Brandebourg-Bayreuth frère aîné de Georges-Albert meurt en 1651, quatre ans avant leur père. Toutefois Georges-Albert ne pouvait succéder à son père. Unique enfant d'Erdmann-Auguste, Christian-Ernest de Brandebourg-Bayreuth est désigné en 1655 comme successeur de son grand-père Christian de Brandebourg-Bayreuth. Le seul fils de Christian-Ernest, le margrave Georges-Guillaume de Brandebourg-Bayreuth meurt en 1726 sans héritiers. Frédéric III de Brandebourg-Bayreuth (arrière-petit-fils de Georges-Albert) meurt sans héritiers masculins. Georges-Frédéric-Charles de Brandebourg-Bayreuth (petit-fils de Georges-Albert) devient margrave.

### Mariage et descendance
En 1651, Georges-Albert de Brandebourg-Culmbach épouse Marie-Élisabeth de Schleswig-Holstein-Sonderbourg-Glücksbourg (1628-1664). Six enfants sont nés de cette union :
- Christian de Brandebourg-Culmbach (1653-1653)
- Sophie de Brandebourg-Culmbach (1655-1656)
- Georges de Brandebourg-Culmbach (1657-1658)
- Erdmann de Brandebourg-Culmbach (1659-tué en 1678)
- Christian-Henri de Brandebourg-Culmbach
- Charles de Brandebourg-Culmbach (1663-1731).

Veuf, Georges-Albert de Brandebourg-Culmbach épouse en 1665 Sophie de Solms (1626-1688). Un enfant est né de cette union :
- Georges-Albert II de Brandebourg-Culmbach (de) (1666-1703), en 1699, il épouse Regina de Lutz, titrée comtesse von Kotzau (descendance seigneurs de Kotzau).

## Généalogie
Georges-Albert de Brandebourg-Kulmbach appartient à la sixième branche issue de la première branche de la Maison de Hohenzollern. Cette sixième lignée s'éteignit au décès de Frédéric de Brandebourg-Bayreuth en 1763.